# سكاي جاكسون
سكاي جاكسون (بالإنجليزية: Skai Jackson)‏ هي عارضة وممثلة أمريكية، ولدت في 8 أبريل 2002 بنيويورك في الولايات المتحدة. بدأت مشوارها المهني سنة 2007.

## أعمال

### أفلام
- (2011) السنافر
- (2013) جي. آي. جو: الانتقام[4]

### مسلسلات
- ألتيميت سبايدرمان
- جيسي[5][6]

## وصلات خارجية
- سكاي جاكسون على موقع IMDb (الإنجليزية)
- سكاي جاكسون على موقع روتن توميتوز (الإنجليزية)
- سكاي جاكسون على موقع ألو سيني (الفرنسية)
- سكاي جاكسون على موقع ميوزك برينز (الإنجليزية)
- سكاي جاكسون على موقع أول موفي (الإنجليزية)
- سكاي جاكسون على موقع قاعدة بيانات الفيلم (الإنجليزية)
- سكاي جاكسون على موقع كينوبويسك (الروسية)